# Aitos
Aitos este un oraș în Obștina Aitos, Regiunea Burgas, Bulgaria.

## Demografie
Componența etnică a orașului Aitos
     Bulgari (60,06%)
     Romi (11,85%)
     Turci (14,97%)
     Nicio identificare (12,85%)
     Altele (0,24%)
La recensământul din 2011, populația orașului Aitos era de 20.016 locuitori. Din punct de vedere etnic, majoritatea locuitorilor (60,06%) erau bulgari, existând și minorități de turci (14,97%) și romi (11,85%). Pentru 12,85% din locuitori nu este cunoscută apartenența etnică.